# Currant Mountain
Currant Mountain je hora ve White Pine County, v blízkosti Nye County, v centrální části Nevady.
Je nejvyšší horou pohoří White Pine Range. S nadmořskou výškou 3 510 metrů je také sedmou nejvyšší horou Nevady s prominencí vyšší než 500 metrů.
Vrchol hory leží přibližně 12 kilometrů severozápadně od U.S. Route 6. Oblast je součástí národního lesa Humboldt-Toiyabe National Forest.